# جولی میدووز
جولی میدووز (انگلیسی: Julie Meadows) (زاده ۳ فوریهٔ ۱۹۷۴)، نویسنده، طراح وب و بازیگر پیشین فیلم‌های پورنوگرافی اهل ایالات متحده آمریکا است.